# Parfondeval (Aisne)
Parfondeval is een gemeente in het Franse departement Aisne (regio Hauts-de-France) en telt 149 inwoners (1999). De plaats maakte deel uit van het arrondissement Laon, maar werd op 1 januari 2017 overgeheveld naar het arrondissement Vervins. Parfondeval is lid van Les Plus Beaux Villages de France.

## Geografie
De oppervlakte van Parfondeval bedraagt 11,1 km², de bevolkingsdichtheid is 13,4 inwoners per km².
De onderstaande kaart toont de ligging van Parfondeval (Aisne) met de belangrijkste infrastructuur en aangrenzende gemeenten.

## Demografie
Onderstaande figuur toont het verloop van het inwonertal (bron: INSEE-tellingen).
Vanwege een beveiligingsprobleem met de MediaWiki Graph-software is het momenteel niet mogelijk deze grafiek weer te geven. Zodra de software is bijgewerkt zal de grafiek vanzelf weer zichtbaar worden.